# Лисино (Любимский район)
Лисино — село в Любимском районе Ярославской области.
С точки зрения административно-территориального устройства относится к Осецкому сельскому округу. С точки зрения муниципального устройства входит в состав Осецкого сельского поселения.

## География
Расположено в 28 км на юго-запад от райцентра города Любим.

## История
Каменная Крестовоздвиженская церковь в селе построена в 1799 году на средства помещика Александра Николаевича Матюшкина и прихожан. Престолов в ней было три: Воздвижения Чест. Животворящего Креста, во имя Казанской иконы Божией Матери и во имя св. и праведных Симеона Богоприимца и Анны Пророчицы. 
В конце XIX — начале XX века село входило в состав Осецкой волости (позже — в составе Ескинской волости) Любимского уезда Ярославской губернии.
С 1929 года деревня входила в состав Ескинского сельсовета Любимского района, с 1954 года — центр Лисинского сельсовета, с 1957 года — в составе Филипповского сельсовета, с 2005 года — в составе Осецкого сельского поселения.

## Население
| 1859 | 2002 | 2007 | 2010 |
| ---- | ---- | ---- | ---- |
| 71   | ↘1   | →1   | ↘0   |

## Достопримечательности
В селе расположена недействующая Церковь Воздвижения Креста Господня (1799).